# صابونية مخزنية
صابونية مخزنية أو عشبة الصابون أو عشبة الدعاك أو عرق الحلاوة أو عصلج أو عشبة اللباد أو عرق حلاوة أو صابونية  (الاسم العلمي Saponaria officinalis)، نبات بري وزراعي معمر من فصيلة القرنفليات يعلو حتى 100 سم. سوقه عديدة، منتصبة، منتفخة عند العقد، مُحمرة اللون، أوراقه مرطاء، زاهية اللون الأخضر لها 3 إلى 5 عروق. أزهاره باهتة اللون الوردي، كبيرة في سَنَمات غنية. رائحة الأزهار مُستحبة. الطعم مُرّ حِرَّيف. نبات مسجل في الفرماكوبيا (دستور أدوية) الفرنسية عام 1974.